# ادوارد کوکشاروف
ادوارد کوکشاروف (روسی: Эдуард Александрович Кокшаров؛ زادهٔ ۴ نوامبر ۱۹۷۵) بازیکن هندبال اهل روسیه بود.
وی همچنین برندهٔ جوایزی همچون نشان دوستی شده‌است.